# Iwan Gilkin
Iwan Gilkin (Bruxelles, 7 gennaio 1858 – Bruxelles, 28 settembre 1924) è stato un poeta belga.

## Carriera
Le sue opere comprendono La Damnation de l'artiste (1890), Ténèbres (1892), entrambe con un frontespizio di Odilon Redon e Le Sphinx (1907). Legato allo sviluppo della rivista letteraria Parnasse de la Jeune Belgique.
Le sue opere, che spesso riguardano temi religiosi e filosofici difficili, riflettono su una visione altamente pessimistica, spirituale e anti-positivistica, influenzata da Charles Baudelaire e Arthur Schopenhauer.

## Opere
- La Damnation de l'artiste (1890)
- Ténèbres (1892)
- Stances dorées (1893)
- La Nuit (1893)
- Prométhée (1897)
- Le Cerisier fleuri (1899)
- Jonas (1900)
- Savonarole (1906)
- Étudiants russes (1906)
- Le Sphinx (1907)
- Le Roi Cophétua (1919)
- Les Pieds d'argile (1921)
- Egmont (1926)